# Heinrich Carl Küster
Heinrich Carl Küster (* 14. Februar 1807 in Erlangen; † 14. April 1876 in Bamberg) war ein deutscher Entomologe, Ornithologe und Malakologe.
Küster, dessen Vater Friedrich Karl Küster Zeichenlehrer und Inspektor des Naturalienkabinetts der Universität Erlangen war, studierte 1826 bis 1830 in Erlangen, wo er auch 1839 promovierte (Dr. phil.). Er war ab 1836 Lehrer für Naturwissenschaften an der Gewerbeschule in Erlangen. 1834 bereiste er Sardinien und 1840/41 Dalmatien und Montenegro. Später war er königlicher Telegraphenverwalter und Direktor der Telegraphenstation Bamberg.
Er war durch Veröffentlichungen zur Zoologie (Insekten, Mollusken, Vögel) bekannt, die er auch selbst illustrierte.

## Schriften
- mit Carl Wilhelm Hahn: Ornithologischer Atlas der außereuropäischen Vögel. mehrere Bände, 1834
- Die Ohrschnecken in Abbildungen nach der Natur mit Beschreibungen. Bauer & Raspe, Nürnberg 1844
- Die Bulimiden und Achatinen in Abbildungen nach der Natur mit Beschreibungen. Bauer & Raspe, Nürnberg 1845
- Die Gattungen Umbrella und Tylodina. Nürnberg 1862
- Die Käfer Europas, nach der Natur beschrieben. mehrere Bände, Nürnberg ab 1844 (fortgesetzt von Ernst Gustav Kraatz, Friedrich Julius Schilsky bis 1912)

Er setzte auch das Systematische Conchylien-Cabinet von Friedrich Heinrich Wilhelm Martini (1729–1778) und Johann Hieronymus Chemnitz (1730–1800) fort (erschien 1837 bis 1920).
Sein Neffe Emil Küster (1838–1921) war auch Malakologe.